# Oranjebandtiran
De oranjebandtiran (Nephelomyias lintoni; synoniem: Myiophobus lintoni) is een zangvogel uit de familie Tyrannidae (tirannen).

## Verspreiding en leefgebied
Deze soort komt voor in zuidelijk Ecuador en noordoostelijk Peru.